# Zirkus Stey

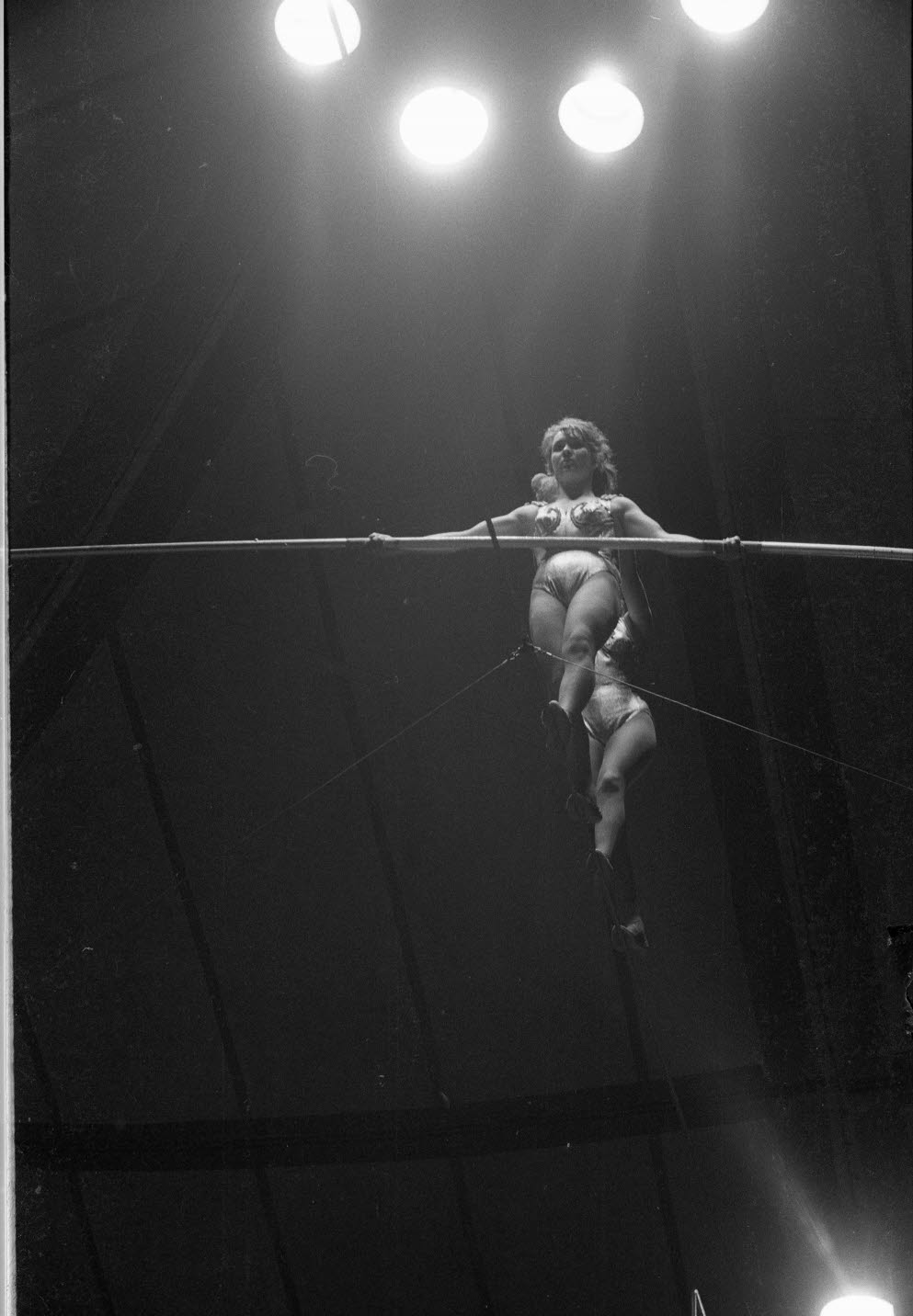
Rudolfo-Stey-Seiltanztruppe, 1963

Der Zirkus Stey ist ein Schweizer Zirkus. Die Familie Stey ist eine der ältesten Artistendynastien der Welt; 1437 wurde sie erstmals erwähnt.

## Geschichte
Die Geschichte der Familie Stey beginnt angeblich mit einem englischen Müllersohn, der ins Elsass eingewandert sein und dort das Gauklertum und die Artistik kennengelernt haben soll. Die Schweizer Linie der Familie Stey geht auf Heinrich Stey († 1933) zurück, der aus dem Elsass in die Gemeinde Lachen am oberen Zürichsee in der Schweiz einwanderte. Heinrich Stey begann um die Jahrhundertwende mit der offenen, ungedeckten Arena Stey durch die Schweiz zu touren.
Aus der Ehe mit Mathilde Ley gingen acht Kinder hervor: Einige der Söhne wanderten in die USA aus und wurden dort mit Motorrad-Stunts und mit Hochmast- und Hochseilnummern bekannt. Sohn Isidor übernahm das elterliche Geschäft, kaufte ein Zirkuszelt und begründete den Zirkus Stey, wie er heute existiert.
Isidors Tochter Mathilde leitete ab 1962 das Unternehmen mit ihrem Mann Willi Speichinger, der in der Manege als Clown „Cilo“ auftrat. Nach dem Tod von Mathilde Speichinger-Stey übergab Willi Speichinger die Leitung an die Söhne Rolf und Bruno. Letzterer schied 1993 aus dem Unternehmen aus.
Lange Zeit prägte Rolf Stey, der von den Medien zuweilen als „lebende Zirkuslegende“ bezeichnet wird, das Gesicht des Unternehmens: Als „Two Tornados“ traten Rolf und seine Frau Irene weltweit mit einer Messerwerfnummer auf. Für die Tournee verpflichtet er Artisten des mongolischen, russischen, chinesischen und kubanischen Nationalzirkus. Rolf änderte seinen Namen von Speichinger auf Stey, da dieser Name nach dem Tod seiner Mutter 1983 nicht mehr im Zirkus vertreten war. Ab 2002 führte er den von ihm gegründeten Verband Schweizer Zirkusunternehmen.
Seit 2011 führt Rolfs Sohn Martin die Geschicke des Unternehmens.

## Der Zirkus heute
Der Zirkus Stey bietet ein traditionelles, internationales Zirkusprogramm mit Akrobatik, Clownerie, Zauberei und Tierdressuren. Der Zirkus bereist mit etwa 40 Personen, über 30 Tieren und mehr als 70 Fahrzeugen die ganze Deutschschweiz. Der Zirkus Stey wird als mittelgrosser, regional verankerter Zirkus beschrieben, der auch in kleineren Orten gastiert. Er ist der einzige Zirkus, der das Appenzellerland bereist. Von März bis Oktober ist Zirkus Stey auf Tournee. Im Dezember präsentiert er jeweils einen Weihnachtszirkus in einem Einkaufszentrum in der Nähe von Frauenfeld. Sein Winterquartier befindet sich in Bonau im Kanton Thurgau.

## Familiäre Beziehungen
Die Familie Stey ist mit zahlreichen bekannten Artisten- und Zirkusdynastien verwandt, so unter anderem mit den Familien Knie, Weisheit und Traber. Der Schweizer Familienzweig weist vor allem enge verwandtschaftliche Beziehungen mit der Zirkus- und Artistenfamilie Gasser auf. Helene Stey, die Tochter von Isidor Stey, heiratete Ludwig Gasser und gründete mit diesem den Zirkus Royal. Deren Sohn Konrad (Conny) Gasser, gründete 1983 den Freizeitpark Conny-Land. Der Sohn von Isidor Stey, Bruno Stey, heiratete Gertrud (Trudy) Zanolla, die einer alten Schweizer Schaustellerfamilie entstammt, wodurch die Familie auch im Schaustellermillieu verankert ist.